# Carrascal de San Miguel
Carrascal de San Miguel es una localidad del municipio de Luena (Cantabria, España). En el año 2024 contaba con una población de 17 habitantes (INE). La localidad se encuentra a 600 metros de altitud sobre el nivel del mar, y a 2 kilómetros de la capital municipal, San Miguel de Luena.

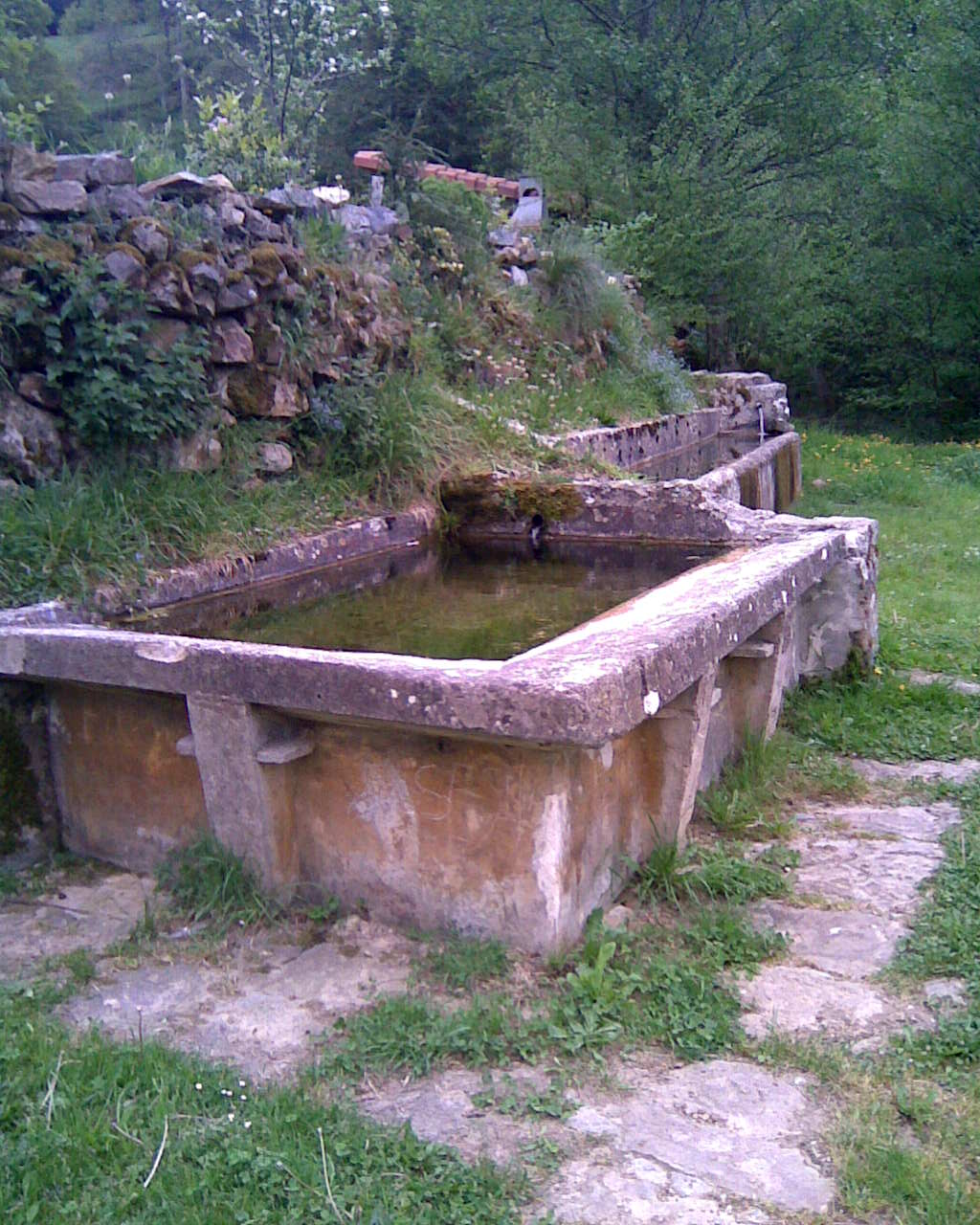
Lavadero público y abrevadero de La Joya en Carrascal.

- Datos: Q5753421
- Multimedia: Carrascal de San Miguel / Q5753421